# Stone Me Into the Groove
"Stone Me Into the Groove" är en låt av den svenska gruppen Atomic Swing. Den släpptes som singel 1992 och blev deras genombrott.
Låten är komponerad av Niclas Frisk.
Musikvideon har inte någon tydlig handling. Bandet spelar låten framför en publik.

## Singel
- A "Stone Me Into the Groove" – 4:02
- B "Feedin' Frenzy" – 2:03

## Listplaceringar
Singeln nådde som högst fjärdeplatsen på Sverigetopplistan. På Trackslistan nådde singeln som bäst en åttondeplats.